# الیچن
الیچن (به انگلیسی: Alichen) یک منطقهٔ مسکونی در هند است که در ناگالند واقع شده‌است.